# Kamzičník Columnův

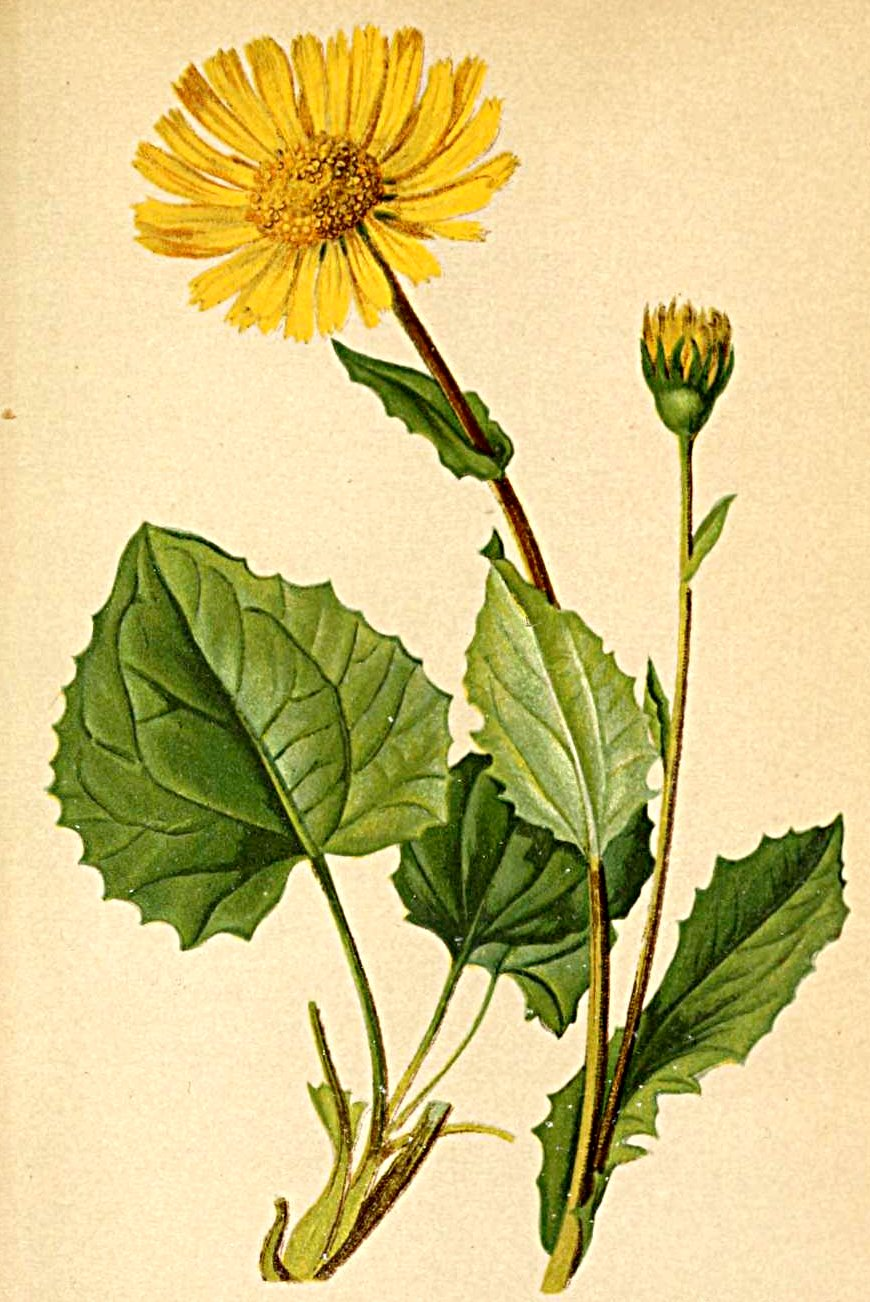
Kamzičník Columnův

Kamzičník Columnův (Doronicum columnae) je nenáročná, žlutě kvetoucí vytrvalá bylina. Je jedním z několika nepůvodních druhů rodu kamzičník, které pronikly do české přírody. V České republice je považován za zdomácnělý neofyt, který se sem dostal již v 19. století. V současnosti se rozmnožuje a šlechtí jako okrasná rostlina pro zahrady a parky.

## Výskyt
Druh pochází z horských oblastí Balkánského a Apeninského poloostrova a jižních Alp. Mylně byl jeho původ situován i do Karpat, tam je však nahrazen kamzičníkem karpatským. V České republice i v okolních středoevropských státech je kamzičník Columnův běžně pěstován jako okrasná rostlina, která v zahradách zplaňuje a samovolně se dostává do volné přírody.
Rostlina má ráda hodně slunce a vlhkou půdu, roste na kamenitých horských loukách, ve světlinách horských lesů, poblíž horských pramenů a potoků i na vlhkých kamenitých svazích. Nejlépe jí vyhovují zásadité až neutrální půdy, obvykle se vyskytuje od jednoho tisíce po dva a půl tisíce metrů nadmořské výšky.

## Popis
Kamzičník Columnův je vytrvalá rostlina dorůstající do výše 20 až 60 cm. Roste z poměrně tenkého a dlouhého oddenku s minimem výběžků. Vespod lysé a nahoře žláznatě chlupaté lodyhy jsou přímé nebo vystoupavé, jednoduché nebo jen málo rozvětvené. Přízemní listy s dlouhými řapíky mají srdčité čepele 3 až 10 cm dlouhé a téměř stejně široké. Lodyhy jsou porostlé třemi až pěti střídavými listy, které jsou většinou přisedlé nebo objímavé, srdčité, vejčité či podlouhlé. Všechny listy jsou po obvodě vroubkovaně zubaté nebo zvlněné a mají dlanitou žilnatinu.
Na koncích lodyh nebo jejich větví je po jednom květním úboru velkém 3 až 6 cm. Ve středu terče jsou oboupohlavné žluté květy s trubkovitou korunou na bázi srostlou a na vrcholu pěticípou. Po obvodu květního lůžka rostou samičí květy se žlutým jazýčkem 1 až 3 cm dlouhým, který se pozvolna zužuje do špičky. Víceřadý zákrov je tvořen zelenými listeny vejčitého tvaru s ostrými vrcholy, někdy jsou porostlé žláznatými chlupy. S ohledem na různorodost prostředí vykvétá od dubna po červenec.
Plody jsou hnědé ryhované nažky dvojího druhu. Ze středových květů jsou kratší (2 mm) a mají bílý chmýr dlouhý do 4 mm, z obvodových květů bývají delší (2,5 mm) a jsou bez chmýru. Ploidie druhu je 2n = 60.

## Význam
Kamzičník Columnův je vysazován a pěstován jako okrasná rostlina v zahradách nebo ve sklenících k řezu. Je vhodný k výsadbě po okraji porostu dřevin, ve skupinách přímo do volného prostoru, na květinové záhony nebo do alpina.

## Rozmnožování
Ve volné přírodě se rostliny samovolně rozmnožují semeny (nažkami), která jsou do vzdálenějších míst zanášena větrem. Na stanovištích se pak do blízkého okolí rozšiřují rozrůstáním oddenků, z nichž vyrážejí nové rostliny.
Pěstitelé je rozmnožují dělením trsů z jara před rašením nebo oddělují výhony tvořící se po hlubokém seříznutí po odkvětu. Při riziku, že nové rostliny nemusí mít šlechtěním získané vlastnosti, je lze množit i semeny, která vyklíčí za dva až tři týdny.